# 96-я кавалерийская дивизия
96-я Казахская кавалерийская дивизия (96 КД) — воинское соединение РККА во время Великой Отечественной войны.

## История
Дивизия сформирована из войск Среднеазиатского военного округа в январе 1942 года в г. Усть-Каменогорске Казахской ССР. Личный состав набирался из казахов и уйгуров. Расформирована в марте 1942 года. Личный состав обращён на формирование 97-й кавалерийской дивизии. На базе самой дивизии сформирован 13-й кавалерийский полк.

## Командиры
- Баумштейн, Василий Григорьевич, полковник — с 6 января по 30 марта 1942 года.